# 蓋爾西夫
蓋爾西夫（Guercif）是非洲北部國家摩洛哥的城鎮，由塔扎-胡塞馬-陶納特大區負責管轄，位於東部城市烏季達和中部城市非斯之間的戰略位置，海拔高度378米，被認為是有投資潛力的地區，2004年人口57,307。
34°14′N 3°22′W / 34.233°N 3.367°W